# Pontevedra Club de Fútbol
El Pontevedra Club de Fútbol es un club de fútbol español de la ciudad de Pontevedra, en Galicia. Desde la temporada 2025-26 milita en la Primera Federación, correspondiente a la tercera categoría del fútbol nacional. Fue fundado el 16 de octubre de 1941 tras la fusión del Eiriña Club de Fútbol y el Alfonso XIII Club de Fútbol, los dos clubes más importantes de la ciudad. Su primer equipo disputa sus partidos como local en el Estadio de Pasarón, con capacidad para 10.500 espectadores.
Es el tercer equipo gallego con más participaciones en Primera División, con un total de 6 temporadas disputadas entre 1963 y 1970, 5 de ellas consecutivas. En esos años llegó a ser líder de la categoría en noviembre de 1965 y ostenta el récord de la categoría (junto al Córdoba C. F.) de mejor defensa en campo propio, al recibir sólo 2 goles en 15 partidos en la temporada 1968-69. También ha militado 9 temporadas en Segunda, la última en 2005, y 36 en la desaparecida Segunda División B, siendo uno de los tres equipos con más participaciones en la categoría.

## Historia
El 16 de octubre de 1941 se fundó el Pontevedra Club de Fútbol mediante la unión de dos importantes clubes de la ciudad, el Eiriña Club de Fútbol y el Alfonso XIII Club de Fútbol, que hasta ese entonces eran rivales.  El Paseo de las Palmeras fue testigo de este acuerdo histórico. Su primer presidente fue Fernando Ponte Conde. El 28 de diciembre del mismo año hizo su presentación oficial en un empate a 3 ante el Celta de Vigo en el Estadio Municipal de Pasarón.

### Años 1950
Sus primeras temporadas oficiales se realizaron en la Tercera División, categoría en la que militó durante 18 años, además de una temporada en Regional (1956-57), por las complicaciones económicas que amenazaron la existencia del club. Tras el nuevo ascenso a Tercera, se comenzó a buscar el ascenso a Segunda División, conseguido en la temporada 1959-60. El club, presidido por Ángel Agrasar Vidal, contrató a Cuqui Bienzobas como técnico del club tras sus triunfos en el Club Deportivo Ourense.

### Años 1960
El primer encuentro disputado en Segunda División ocurrió en la temporada 1960-61 en el Pasarón frente a la Real Sociedad, finalizado con empate a un gol. Al finalizar la primera vuelta, el Ponteveda ocupaba el tercer lugar de la tabla, y al concluir la competición un quinto puesto con 11 partidos ganados, 9 empatados y 10 perdidos. En la copa fue eliminado por el Castellón en la primera ronda, tras un partido de desempate.
Al año siguiente, con Cuqui Bienzobas todavía al mando del equipo, el Pontevedra terminó en noveno lugar. En copa salvó la primera ronda eliminando al Levante, pero en la siguiente fue eliminado por el Mallorca.
El ascenso a Primera División fue consumado en la temporada 1962-63, con Miguel Domínguez Rodríguez como presidente y Rafael Yunta Navarro como entrenador, y una plantilla casi exclusivamente gallega. El club llegaba a Barcelona para medirse al Espanyol en la antepenúltima jornada. A pesar de su condición de líder en solitario, y con el segundo puesto garantizado (que daba opción a jugar una promoción) no contaba como candidato al ascenso para casi ninguno de los críticos deportivos de los diarios y radios nacionales. Tras una victoria 2-1, se necesitaba solo un punto en las dos últimas jornadas (contra el Racing de visitante y contra el Celta en casa) para ser campeón del grupo Norte, y conseguir el ascenso.
Tras un intenso choque contra el Celta, el Pontevedra se certificó campeón de Segunda, después de tres años en ella y un lustro después de salir de Regional. Finalizó la temporada con 41 puntos, dos más que el Espanyol.
El técnico  renovó la plantilla para la nueva temporada con numerosas altas, como Martín-Esperanza, procedente del Real Betis.
El resultado final de su primer partido en Primera (contra el Zaragoza) fue de 1-1, con gol de Martín Esperanza. Hasta la quinta jornada no se logra la primera victoria, 4-1 ante el Oviedo en Pasarón. El primer punto alcanzado fuera de casa fue ante el Espanyol en Sarriá el 10 de diciembre. El club consigue acabar la primera vuelta en media tabla, pero un desastroso final de temporada lo lleva al descenso. 
El presidente Miguel Rodríguez Domínguez dimite y es sustituido por Miguel Otero Rodríguez, que contrata como técnico a Marcel Domingo. En la temporada 1964-65 quedó campeón de la categoría de plata con muy buenos resultados, consiguiendo de nuevo el ascenso el Pontevedra.
Juanito Ochoa releva a Marcel Domingo como técnico para la nueva temporada. El club resultó el equipo revelación de la competición, llegando a ser campeón de invierno. Cuando el Pontevedra consiguió el liderato, en noviembre de 1965, Pravda resaltaba en su portada que en la aburguesada y millonaria liga española, el líder era un equipo de proletarios cuyo capitán conducía un autobús.
Entre otras anécdotas, destaca el escándalo de la Romareda. El 3 de noviembre de 1968, el Pontevedra, segundo clasificado, jugaba ante el Real Zaragoza en un partido televisado. Manolo Batalla, capitán del Pontevedra, había apostado al empate. A falta de 5 minutos, el Pontevedra hace el 0-2, pero el Zaragoza en esos pocos minutos marca dos goles tras dos cantadas de Batalla y empata el partido. El jugador se llevó el equivalente a varios años de ficha. Matías Prats, al acabar el partido, recordó la anécdota de Batalla, que provocó en las semanas siguientes una gran polémica en todo el país, con artículos de opinión que apostaban por prohibirle a los jugadores cubrir quinielas.
Durante esos años el Pontevedra conseguía mantenerse siendo de los equipos menos goleados. En la campaña 1968-69, Héctor Rial dirigía al equipo que iguala (con el Córdoba cuatro años antes) la mejor defensa en campo propio, recibiendo 2 goles en 15 partidos actualmente récord vigente de la competición.

### Años 1970
En la campaña 1969-70, con Luis Bello al mando, debido a problemas económicos se mantiene a un equipo viejo, sin recambios, lo que ocasionó la sustitución del entrenador por el francés Louis Hon, por los malos resultados. El equipo descendió a Segunda, y tres años después caería a Tercera. En el año 1976 regresó a la Segunda división durante una sola temporada, y caería a la recién creada Segunda División B.

### Finales de siglo
Los granates se mantuvieron en los años 80 y 90 entre Tercera y Segunda B, con graves problemas económicos.
Entre 1981 y 1984 militaron en la tercera división, que ya por aquella era la cuarta categoría del fútbol español. Tras quedar primero en las dos primeras temporadas y no conseguir ascender, en la 1983-1984 consiguió 29 victorias, 7 empates y tan solo 2 derrotas. En las eliminatorias de ascenso se enfrentó primero al Club Deportivo Mensajero. La ida se jugaría en el Estadio Silvestre Carrillo de la La Palma. A los pontevedreses les costó adaptarse a las condiciones del estadio canario, pero el partido se mantuvo en un 2-1 para los canarios, permitiendo un contundente 5-0 para los granates la vuelta en Pasarón. En la eliminatoria final, derrotó al Eibar 3-0 y empató en tierras vascas. Así se ascendía a la segunda B donde se permanecería 20 años hasta el ascenso a Segunda en 2004

### Años 2000
Nino Mirón llegó a la presidencia del Pontevedra a principios de la década, y revivió al club deportivamente, que llevaba lustros estancado en Segunda B. Se clasificó en el año 2002 para los playoffs de ascenso a Segunda en una liguilla conformada por el propio Pontevedra, el Real Madrid Castilla, el R. C. D. Espanyol "B" y el Almería, que terminaría ascendiendo. 
Al año siguiente, se volvió a clasificar para el playoff, y volvió a fracasar en la liguilla junto a C. D. Castellón, Barakaldo y Ciudad de Murcia, que acabaría ascendiendo.
Se afrontó la temporada 2003-04 como la definitiva para volver a la categoría de plata. Tras quedar primero de grupo, en el playoff quedó encuadrado con Mirandés, Badajoz y Lorca. Empataría primero al Mirandés en Pasarón, 2-2, para luego ganar los granates 0-2 en Badajoz. Tras empatar con el Badajoz en casa, en la cuarta jornada del playoff se viajaba a Miranda de Ebro. El partido se ganó 1-0 y una victoria ante el Lorca en la última jornada permitió al Pontevedra regresar a Segunda División 27 años después. 
La temporada en Segunda no sería fácil. Tras un inicio aceptable, el Pontevedra llegaría a la mitad de la liga a 15 puntos de la permanencia, despidiendo a su entrenador, José Aurelio Gay, y fichando a Argibay, con quien el conjunto granate intentaría dar un vuelco a la situación. Aunque se consigue una buena segunda vuelta, el Pontevedra se queda a tres puntos de la permanencia.
En la 2005-06, se da continuidad a Alberto Argibay, que lleva al Pontevedra hasta el segundo puesto, perdiendo en los penaltis el playoff ante el Sevilla Atlético. En la temporada 2006-07, a pesar de tener al equipo segundo a tres puntos del líder Rayo Vallecano y después de una derrota 3-1 contra el Lanzarote en la jornada 28 en tierras canarias, se decide cambiar de entrenador. El nuevo entrenador, Javi Gracia, realiza un excelente final de campaña quedando primero sobre el mencionado Rayo Vallecano y el Racing de Ferrol. En el playoff se empareja al Pontevedra con el Córdoba C. F., empatando 0-0 en el Estadio Nuevo Arcángel, y 2-2 en Pasarón, quedando eliminado por la regla del gol de visitante.

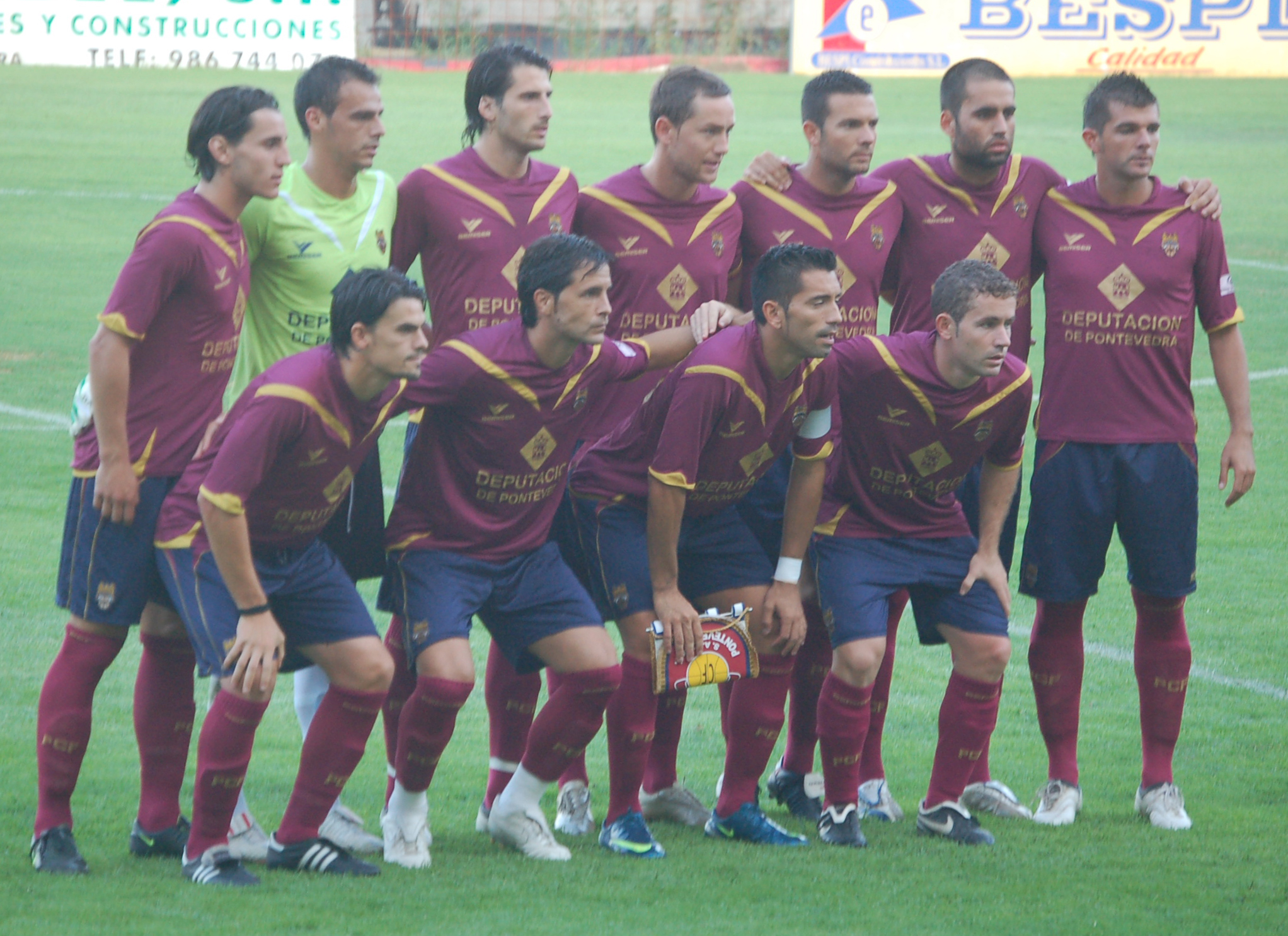
Equipo inicial en el Trofeo Ciudad de Pontevedra 2009.

En la temporada 2007-08, con Javi Gracia en el banquillo, el Pontevedra queda segundo tras una campaña irregular, tras la vuelta de jugadores clave de años anteriores como Javi Rodríguez Gonzalvo "El Rifle". En la promoción el club lerezano viaja a Ceuta, cosechando un empate a 1. En la vuelta en Pasarón se pierde 1-2, marcando Gato el gol granate en el 90, propiciando la salida de Javi Gracia. Esa misma temporada también tuvo una actuación destacable en la Copa del Rey llegando a dieciseisavos de final dejando en el camino a la RSD Alcalá (1-5 fuera de casa), al F. C. Cartagena (1-0 en Pasarón) y Puertollano (2-0 también en feudo granate). En 1/16 de final, se enfrentó al Zaragoza (en Primera División y disputando competición europea) ganando el Pontevedra 1-0 en el partido de ida. En el partido de vuelta disputado en la Romareda, el Pontevedra se adelantaría por medio de Igor antes del descanso (0-1), pero en la segunda parte y a pesar de estar por delante de la eliminatoria finalmente es eliminado con un gol de Sergio García en el minuto 92 poniéndose 3-1 (3-2 en la eliminatoria para el Zaragoza).
Los problemas económicos acosan al Pontevedra y en la temporada 2008-09 no se clasifica a la eliminatoria, a pesar de la vuelta al banquillo granate de José Aurelio Gay, tras el cese de Rafa Sáez , con el equipo en el puesto 12. Los errores deportivos se sucedieron en aquellos años, remodelando la plantilla cada año. En aquellos años, se siguió un modelo deportivo que penalizó a los clubs que lo siguieron, fichar a base de talonario, y desperdiciando jugadores que llegaban de la base como Fran Rico o Javi Rey.

### Años 2010 y 2011
En la temporada 2009-10, la plantilla volvió a remodelarse por completo, siguiendo los errores deportivos de los años anteriores. El club se clasifica con dificultad a los play-offs de ascenso a Segunda División por cuarta vez en cinco años.
El primer rival al que el club se tuvo que enfrentar en estos play-offs fue el Real Oviedo, segundo clasificado del grupo 2. El primer partido de la eliminatoria se jugó en Pasarón el 15 de mayo y en él venció el Pontevedra por 2-1, con goles de Ibán Espadas e Igor de Souza. En la vuelta se desplazan 2000 pontevedreses para presenciar el partido en el Estadio Nuevo Carlos Tartiere. Tras llegar 0-0 al descanso, el Pontevedra sufrió dos expulsiones y una lesión, pero consiguió pasar a la semifinal, en la que se enfrentó al A. D. Alcorcón, cayendo 3-0 en Madrid y siendo eliminado.
La temporada 2010-11 es problemática en todos los aspectos, y tras años lastrado por problemas económicos, la situación estalla, pues los jugadores dejaron de percibir su salario durante gran parte de la campaña. Para este curso, Pablo Alfaro deja de ser técnico granate y se marcha al Recreativo de Huelva. El nuevo míster, Ángel Viadero, procedente del Eibar, dura muy poco al cargo de la plantilla, ya que es cesado antes de terminar la primera vuelta debido a los malos resultados y a la inesperada baja posición del equipo. Su puesto pasa a ocuparlo un viejo conocido de la afición granate, Fernando Castro Santos (quién presta sus servicios al club sin recibir remuneración alguna). Los malos resultados y la situación límite del equipo, en puestos de descenso directo a Tercera División, hacen que este tampoco ocupe el banquillo por mucho tiempo, siendo sustituido a los pocos meses por Manuel Tomé Portela.
Finalmente, a la conclusión de la temporada 2010-11 el equipo termina descendiendo a la Tercera División, tras caer derrotado por 1-5 ante el C. D. Guadalajara. El "Rey del Bronce" volvía a la tercera división.

### Vuelta a la Tercera División
El 16 de junio de 2011, en la Junta General Extraordinaria de Accionistas es ratificado como presidente Mauricio Rodríguez Boullosa, que venía desempeñando de manera interina dicho puesto desde la noche de Reyes, en la que por un pacto de caballeros el máximo accionista del club Saturnino Mirón Gutiérrez cede la presidencia a cambio de garantizar la viabilidad del club dando el comienzo de una nueva etapa en el Pontevedra.
Para la temporada 2011-12 la primera temporada del conjunto granate en tercera después de casi 30 años, se contrata a Milo Abelleira, un entrenador con experiencia en el fútbol gallego, para dar el salto de categoría ese mismo año y permanecer así el mínimo tiempo posible en la tercera división. Tras un inicio dudoso (1 punto en 2 partidos), el equipo se adapta a la categoría y consigue 7 victorias consecutivas, de las que se aprovechó tras bajar su rendimiento y conseguir meterse en el play-off de ascenso casi de milagro, ganando en la última jornada 2-3 a la U. D. Somozas. En el play-off, el sorteo empareja al PCF con el R. C. D. Espanyol "B", un conjunto que contaba con hasta 7 futbolistas que habían debutado en Primera. Tras el 0-0 en el Estadio Municipal de Pasarón, ante más de 5000 personas, el conjunto pontevedrés cae derrotado por 3-0 en la ciudad deportiva del conjunto catalán, ante unos 50 aficionados granates desplazados hasta Barcelona. Esto fue considerado un fracaso, ya que la plantilla se había confeccionado para ascender ese mismo año, con jugadores como Manu Barreiro, Adrián Pazó, Juan Bardal, Gonzalo, Sidibé o Lorenzo.
En la siguiente temporada, la 2012-13, con una deuda que superaba el millón de euros, el presupuesto se reduce y la plantilla se remodela casi por completo. Tras una campaña irregular, a pesar de que el equipo llegó a ocupar puestos de play-off, finalmente el conjunto granate queda 5.º en la liga, y pese a no clasificarse para la promoción de ascenso, no fue considerado un fracaso, ya que el equipo no pudo competir con los 4 primeros; Racing Club de Ferrol, Celta B, SD Compostela y Deportivo de La Coruña B, todos ascendidos menos este último, en una Tercera gallega llena de históricos.
La temporada 2013/14 comienza como una nueva esperanza para abandonar el infierno de la tercera. Se inicia la temporada con Nando Martínez, pero no es como se esperaba. Tras marchar 11.º tras 7 jornadas, y derrotas consideradas humillantes como el 2-0 ante el Laracha C. F., se ficha a Manu Fernández, un entrenador de la casa. Su entrada, eso sí, no está exenta de polémica, al ser el hijo del presidente del momento, José Manuel Fernández. El equipo coge aire y forma y, tras una remontada espectacular, gracias en parte a su jugador estrella, Pablo Carnero, se llega al penúltimo partido de la temporada, que se juega en Pasarón ante la U. D. Somozas. El club iba 2.º a 3 pts del Somozas, pero en la ida había perdido 2-1, por lo que para colocarse primero y jugar así el play-off de campeones necesitaba ganar por 2-0. Ante más de 5000 personas, se consigue el ansiado resultado en una gran tarde, con goles de Pablo Lede y Pablo Carnero. Así, se llega líder a la última jornada. Se iba a disputar ante el Dorneda, colista y ya descendido, en su estadio Eugenio Pardo Conchado. El conjunto del lérez vuelve a hacer gala de su gran afición, con más de 1000 granates desplazados en un partido de tercera división, en el que nace el cántico "Dale Ponte", que quedará para el recuerdo. Tras adelantarse el Pontevedra en el marcador con gol de Fran Fandiño, el Dorneda empata y el conjunto granate termina 4.º.
Tras la enorme decepción, se afronta el Play-off con pesimismo. En el primer partido, contra el Portugalete en Pasarón, apenas hay 3500 personas. Al 1-1 final, responden 100 aficionados desplazándose al País Vasco, y el equipo gallego supera por 1-2 al vasco. El segundo partido empareja al "Ponte" con el tinerfeño Atlético Granadilla, y ya con 6000 personas en las gradas, en otra gran tarde se gana por 3-0. En la vuelta, tras una gran actuación defensiva, quizá la característica más notable del Pontevedra en esta temporada, se gana 0-1 en Tenerife. La última eliminatoria genera bastante expectación en la parroquia granate, pero sin llegar a calar en toda la ciudad como antaño. Ante 7500 personas y una gran fiesta, el equipo manchego C. D. Puertollano gana 0-2 en la ciudad del lérez tras demostrar ser superiores en muchas aspectos. Con todo casi todo sentenciado, el resultado en la vuelta es 0-0, presenciado por 50 auténticos granates desplazados.
Así comienza la temporada 2014-15, con la sensación de que la temporada pasada las cosas habían quedado a medio hacer. Se había conseguido una unión plantilla-afición que no se veía desde el descenso a tercera, propiciado además por la continuidad de más de la mitad de los jugadores, como Pablo Carnero, Adrián, Pablo, David Feito, Kevin Presa, Tomás, Benja, Fran Fandiño, Tubo, o Edu, y Manu Fernández al frente de la nave granate. Lamentablemente, se repite lo mismo de los 3 anteriores años: un inicio no solo dubitativo sino desastroso, con una plantilla que debería arrasar en su categoría, gracias a la contratación de hombres como Mouriño, Campillo, Capi, Jacobo, Anxo, Pedro García o Jorge Rodríguez. Tras marchar 9.º en 8 jornadas, con tan solo 3 victorias y derrotas como 0-1 en Pasarón ante el C. X. Sanxenxo, se ficha en octubre a José Luis Míguez "Luisito", tras la victoria por 1-3 contra el Cultural Areas donde estuvo dirigido provisionalmente por Milo Abelleira.
A partir de aquí el equipo empieza a ganar y ganar, como se le presumía desde un principio. Luisito se estrena con un 1-0 en el minuto 94 ante el C. D. Boiro, y a mediados de noviembre es ya líder, tras remontar los 8pts de desventaja sobre el líder. Con 25 jornadas disputadas era ya líder destacado, y daba la sensación de que nadie iba a conseguir arrebatar el primer puesto al Pontevedra C. F., a pesar de algunas derrotas en los campos del Boiro o C. C. D. Cerceda. Finalmente, se proclama campeón de liga en la jornada 36 al empatar 0-0 contra el C. D. As Pontes en Pasarón. Esto es muy importante ya que permite disputar el play-off de campeones, y ascender si se gana esta primera eliminatoria, en lugar de tener que jugar 3 eliminatorias.
El sorteo empareja al Pontevedra contra el Mensajero de La Palma, uno de los equipos que se querían. El primer partido será, además, en el curioso Estadio Silvestre Carrillo, situado entre las montañas, dando al club granate ventaja con la vuelta en Galicia. El partido comienza con los dos equipos especulando, aunque el conjunto granate lleva el mando. La lesión del lateral izquierdo, Bruno, obliga a retrasar a Kevin Presa el centro de la defensa para colocar a Campillo como lateral, perdiendo así el dominio a favor del conjunto palmero. Al borde del descanso, Yeray marca el 1-0, siendo este ya el resultado final, desperdiciando el PCF una clara ocasión en el minuto 80, tras un cabezazo de Muñiz a la salida de un córner. En la vuelta, Pasarón es un hervidero. Rememorando las grandes tardes de los playoffs a Segunda División, 12.000 personas ocupan las bancadas del templo granate. El conjunto canario hace lo imposible por perder tiempo, en un espectáculo bochornoso contando con la ayuda del colegiado. En el minuto 70 entra en escena Pablo Carnero, lesionado, para intentar marcar un gol que lleve a la prórroga. En el minuto 88, con todas las esperanzas perdidas, el delantero cántabro Jorge Rodríguez cabecea al fondo de las redes un perfecto centro de Anxo, llevando el delirio a las gradas. Con este resultado se llega a la prórroga, en la que el propio Jorge marca el 2-0, y aunque es completamente legal el colegio lo anula por un inexistente fuera de juego. En los penaltis, y con media ciudad pendiente del resultado, el mensajero gana 3-4 tras fallar Tubo y marcar Silvano. El palo fue enorme. Aun habría una segunda oportunidad yendo a la repesca.
Así pues, el rival sería ahora el C. D. Manzanares, clasificado 4.º en su respectivo grupo. En la ida, el Pontevedra cae 1-0 tras un penalti más que discutible, y fallar el conjunto lerezano multitud de ocasiones, una de ellas a puerta vacía. Segunda decepción y segundo 1-0. En la vuelta, el equipo se conjuró para remontar el resultado, este tenía que ser el año. El equipo era más que competitivo para lograr el ascenso, y no se podía escapar. Ante 7000 personas, Jorge hizo el 1-0 en el minuto 56 tras fallar un penalti en el 47, y ya en la prórroga, un aun mermado Pablo Carnero marcaría el segundo tras un espléndido centro del propio Jorge para evitar los penaltis y llegar a la última eliminatoria.
El rival sería el deseado por la mayoría: el Haro Deportivo de La Rioja. A pesar de ser el más débil en teoría, venía de eliminar a todo un histórico del fútbol español como el C. D. Castellón en la segunda eliminatoria. El partido de ida sería el domingo 21 de junio a las 18:00 en Haro. En un caluroso día, con más de 200 aficionados granates en las gradas entre autobuses y particulares, el Haro venció 1-0 tras un gol de rebote en el minuto 46. no jugó un buen partido hasta el minuto 65, pero no consiguió mover el resultado, dejando todo para la vuelta.
Sábado 27 de junio, 20:30, era la fecha elegida. La ciudad entera estaba pendiente del partido, como en los buenos tiempos. La afición disfrutaba en los puntos de reunión habituales de la fiesta anterior al partido desde las 14:00, trasladándola a los aledaños del estadio a las 18:00. Había que remontar un 1-0, pero ese tenía que ser el día, después de tantos años sin alegrías y 11 sin un ascenso. Se había conseguido atraer a nuevos aficionados, económicamente se empezaba a mejorar, y deportivamente era un bloque de jugadores que podrían desempeñar un buen papel en Segunda B. 12.000 personas volverían a llenar el templo granate, dispuestos a vibrar con su equipo como hacía años que no sucedía.
El 11 de entrada lo formaron: Edu; Adrían, Capi, Campillo, Anxo; Kevin Presa, Centrón, Jacobo, Tubo; Pablo Carnero, y Jorge Rodríguez. El partido comenzó sin un dominador fijo. El Haro casi consigue adelantarse en el minuto 3 tras una galopada de Dani Suárez y una excelente parada de Edu, el portero local. Las ocasiones granates comenzaron a gotear pero no daba una clara sensación de dominio. Así se llegó al descanso, con 0-0 por tercera vez en los tres partidos de playoff. Era el minuto 57 (mismo minuto en el que se abrió el marcador en el 3-0 al Lorca en el año 2004, ascendiendo el club), cuando Jacobo bota una falta desde la banda izquierda. Capi no acierta a rematar de cabeza, y el balón cae en los pies de Jorge, que, desde el borde del área pequeña, golpea cruzado con la pierna derecha al fondo de las mallas. Lo más difícil estaba hecho, pero aun quedaba mucho por pelear. Las ocasiones seguían sucediéndose, cuando en el minuto 77 Jorge controla un balón en la línea de banda derecha. Dribla a dos rivales y pasa el balón a Kevin Presa. Este no llega a controlar, pero un fallo en el control del defensa riojano acaba con el balón en los pies del centrocampista local, que desde dentro del área golpea y marca. Era el 2-0. Con el Haro tocado, Jorge firma el 3-0 de penalti en el minuto 92 y se acaba el partido. Era el ascenso, la fiesta, lo que se llevaba buscando durante 4 años. 4 años de penurias, en una categoría que no correspondía al Pontevedra ni por historia, ciudad, afición, ni estadio. Al fin se volvía a donde se merecía, por todo. El fin del partido trajo consigo la invasión de campo y la celebración con los jugadores. Esa misma noche, afición y plantilla se juntaron para celebrar el ascenso en la Plaza de Teucro, desde las 2 de la madrugada hasta la mañana siguiente. Así, el club volvía a la Segunda División B 4 años después.

### Nueva etapa en 2.ª B

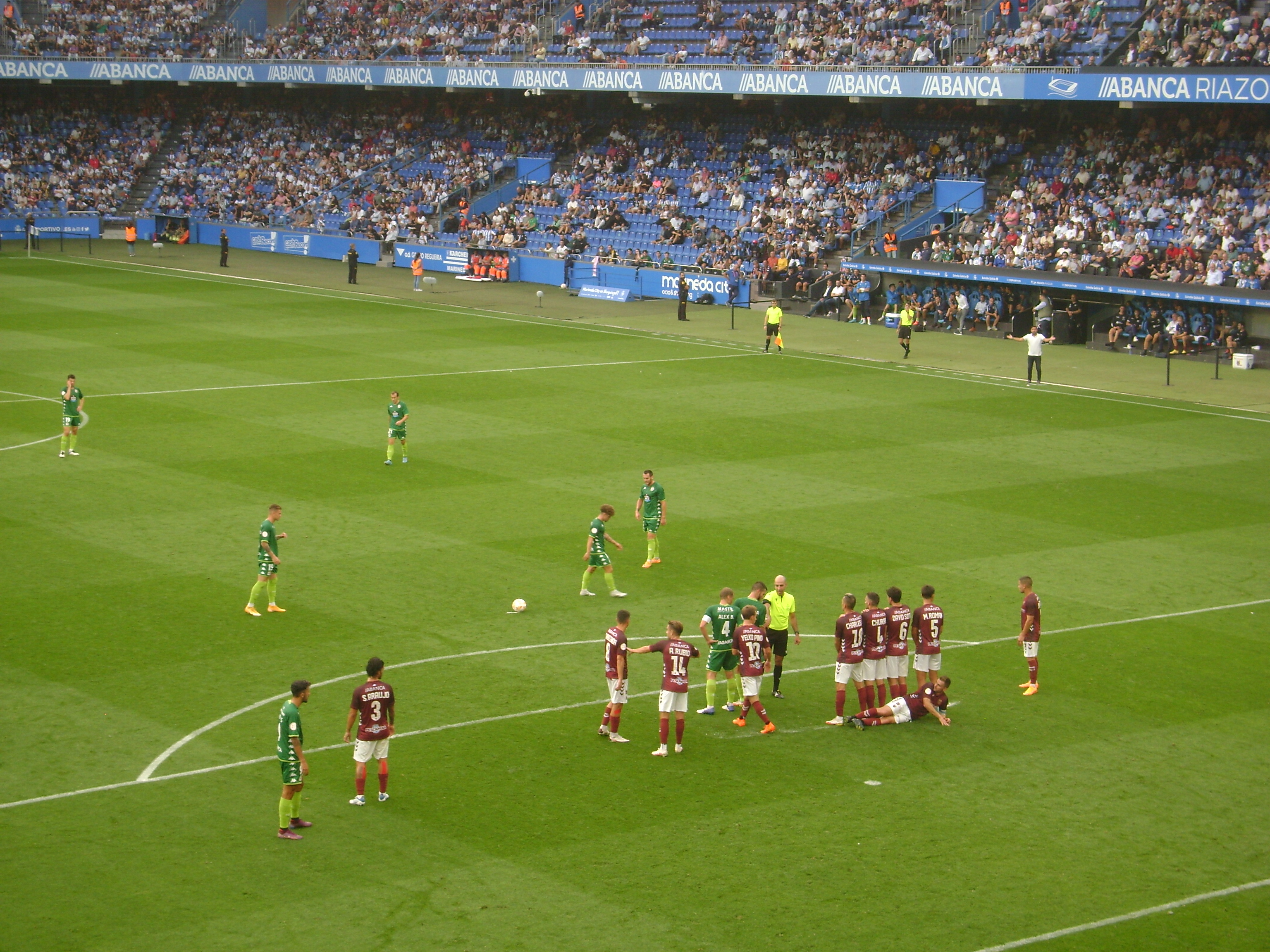
Partido disputado entre el Deportivo de La Coruña y el Pontevedra.

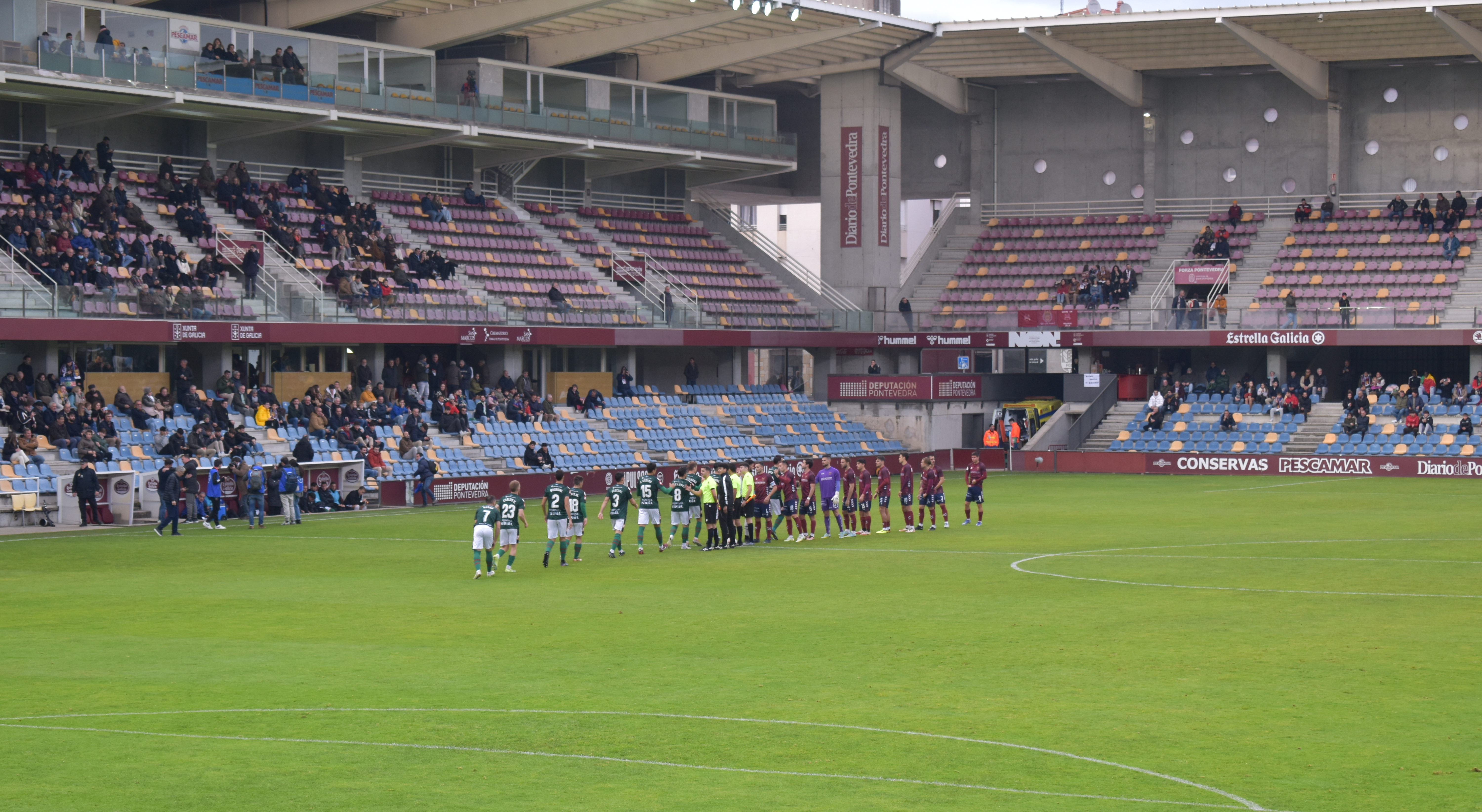
Encuentro entre el Pontevedra Club de Fútbol y el Racing de Ferrol en Pasarón.

Al comienzo de esta nueva etapa, el club ofreció bastantes dudas. Tras ganar solo un partido en seis jornadas, el punto de inflexión fue contra el líder Coruxo F. C., venciendo 3-1 en Pasarón con doblete del canario Borja Martin. Después, con la victoria ante el Racing de Santander en el mítico Sardinero, el equipo ganó enteros en confianza, llegando a instalarse durante varias jornadas en puestos de play-off.
Después de llegar a ser cuarto durante varias jornadas y con una renta cómoda, en la segunda mitad de liga el equipo se desinfla, y acaba la competición en un meritorio noveno puesto.
A la temporada siguiente, consiguió armar un bloque muy competitivo logrando, después de 7 años, volver a disputar un playoff de ascenso a Segunda División. El sorteo celebrado en Las Rozas le emparejó con el histórico Real Murcia, que eliminó a los granates de la lucha por el ascenso después de salir victorioso por 1-3 en Pasarón (Bonilla de penalti, min 83), y empatar 1-1 en la Nueva Condomina.

## Escudo
El escudo oficial del club consiste en una fusión del escudo de la ciudad, un puente almenado, y un balón. Entre estos dos elementos se encuentra una banda con la palabra Pontevedra inscrita en ella, mientras que en el interior del balón se pueden leer las letras C y F.

## Uniforme

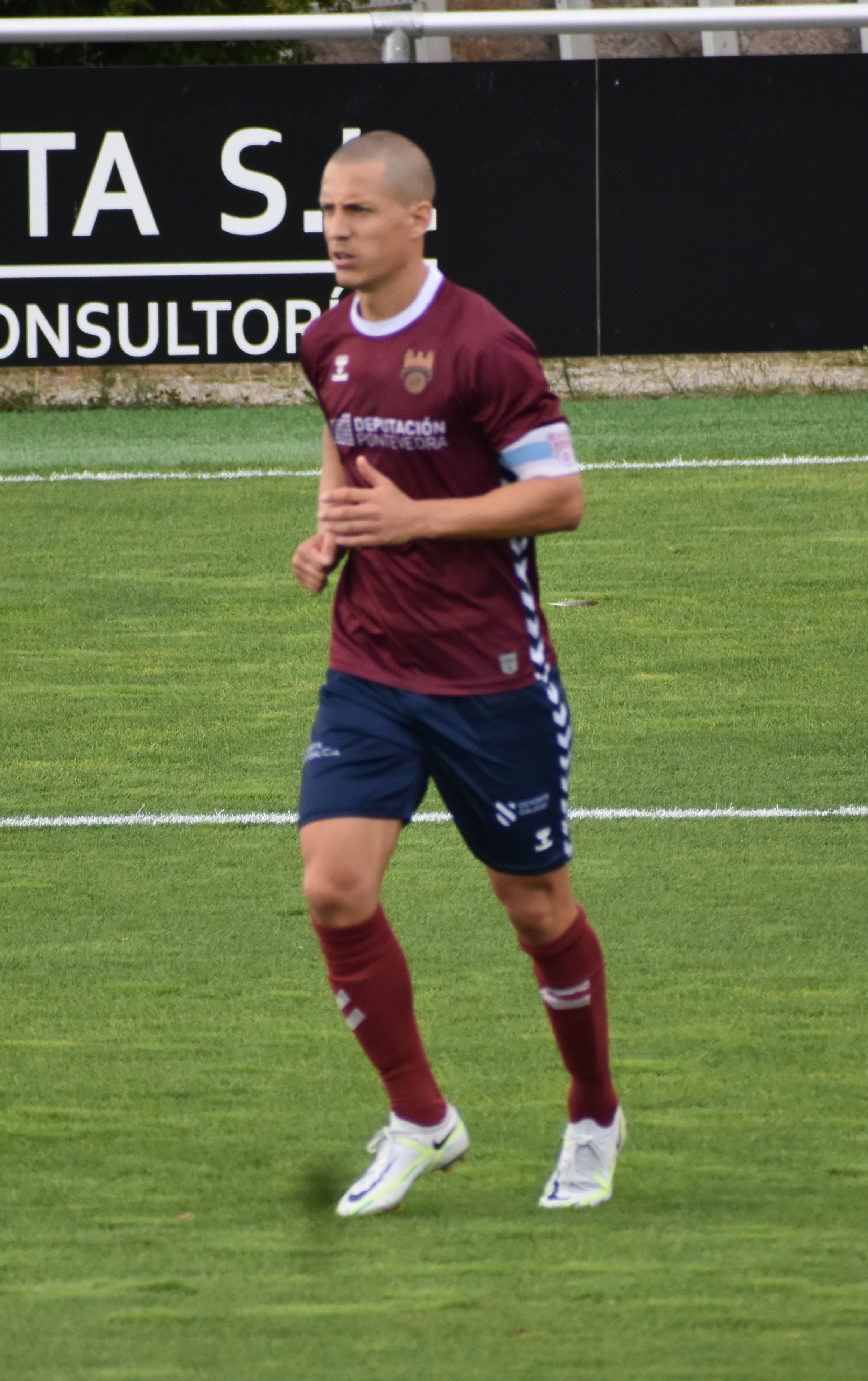
Jugador con la primera equipación del Pontevedra.

El uniforme actual del Pontevedra C.F. es camiseta granate, pantalón azul y medias granates. A lo largo de su historia este uniforme ha sufrido diversas variaciones como el uso de medias blancas o incluso de una camiseta a rayas azules y granates. El histórico y original fue la camiseta granate y el pantalón de color blanco aunque en los últimos años, salvo en el uniforme del 75 aniversario, el pantalón suele ser azul
Temporada 2019-20:
- Uniforme titular: Camiseta granate, pantalón azul, medias granates.
- Uniforme alternativo: Camiseta azul celeste, pantalón azul celeste, medias azul celeste

Actualmente, su marca es Kappa y sus patrocinadores son Diputación Pontevedra en la parte frontal de la camiseta, ABANCA y VERSUS en la trasera encima del dorsal, Pescamar en la parte trasera debajo del dorsal y Fe Seguros en el pantalón

## Estadio

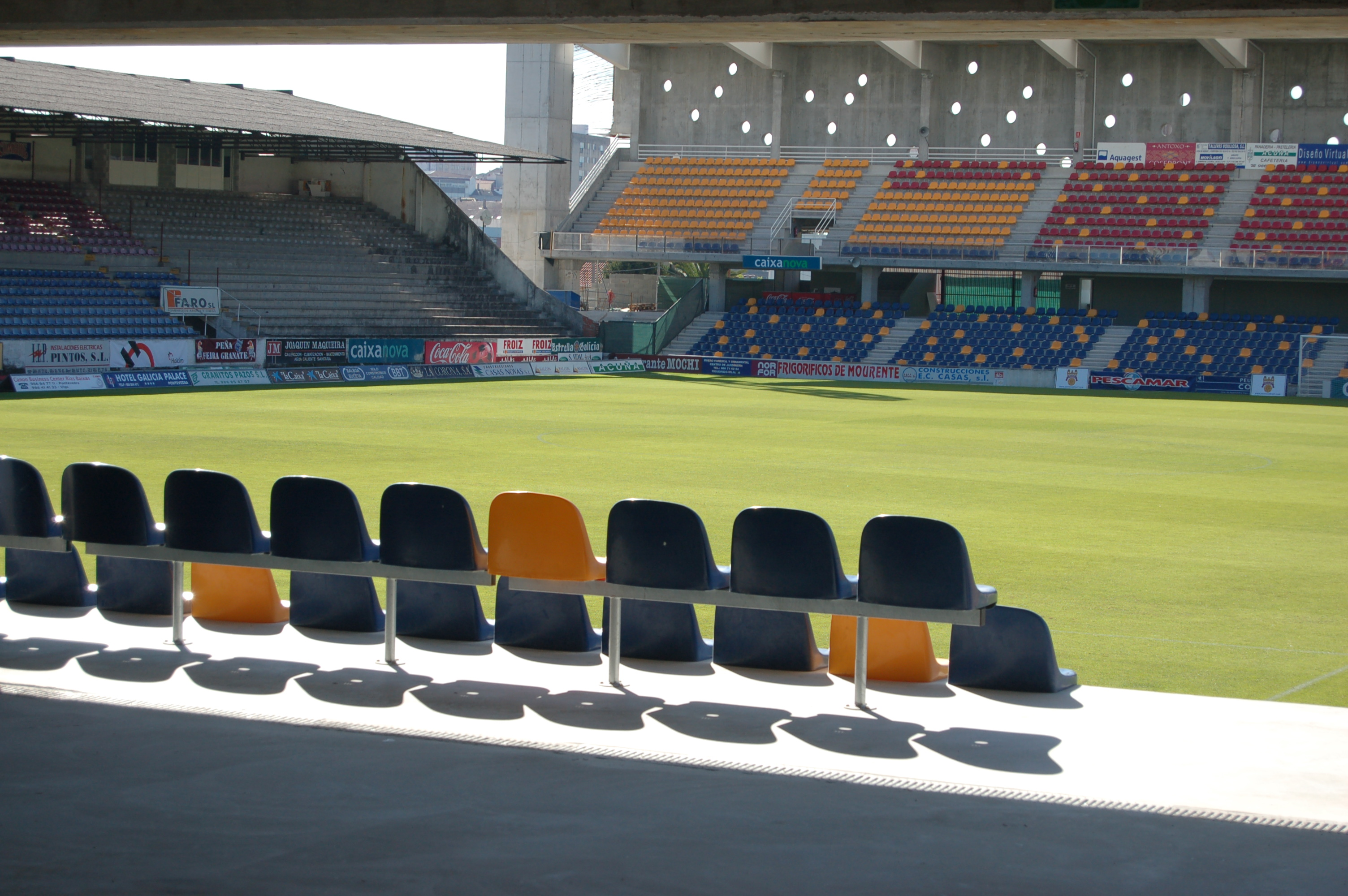
Estadio Municipal de Pasarón.

El club juega en el Estadio Municipal de Pasarón en la ciudad de Pontevedra, cuyas obras de remodelación terminaron en mayo de 2010 después de un proceso constructivo polémico (errores constructivos, desfase presupuestario y retraso en los plazos de entrega de las sucesivas fases en las que se dividió la obra). La capacidad ronda los 10.500 espectadores.
El vetusto estadio, fue inaugurado en 1965. Con un terreno de juego de 105 metros de longitud y 66 metros de anchura llegó a albergar a 19.500 personas (después de sucesivas ampliaciones) y su construcción duró tan solo un mes, ya que inicialmente se trataba de una instalación provisional. El terreno de juego no ha sufrido modificaciones durante la remodelación, por la necesidad de que estuviese disponible durante la ejecución de la obra. La capacidad se vio reducida al aplicarse la normativa vigente y pasar a contar con todas las localidades de asiento (hasta entonces en los fondos los espectadores debían permanecer de pie). La remodelación fue también polémica por su escasa lógica arquitectónica y sus graves carencias funcionales.
El Estadio Municipal de Pasarón se encuentra en la Rúa Luis Otero s/n.

## Himno
El himno histórico del Pontevedra es obra del compositor Juan Moldes Touza.
Existen también distintas versión rock con misma letra creada como la de Toño Escudero creada con motivo de la temporada 2003-04 en la que se consiguió el ascenso a Segunda División.

## Afición

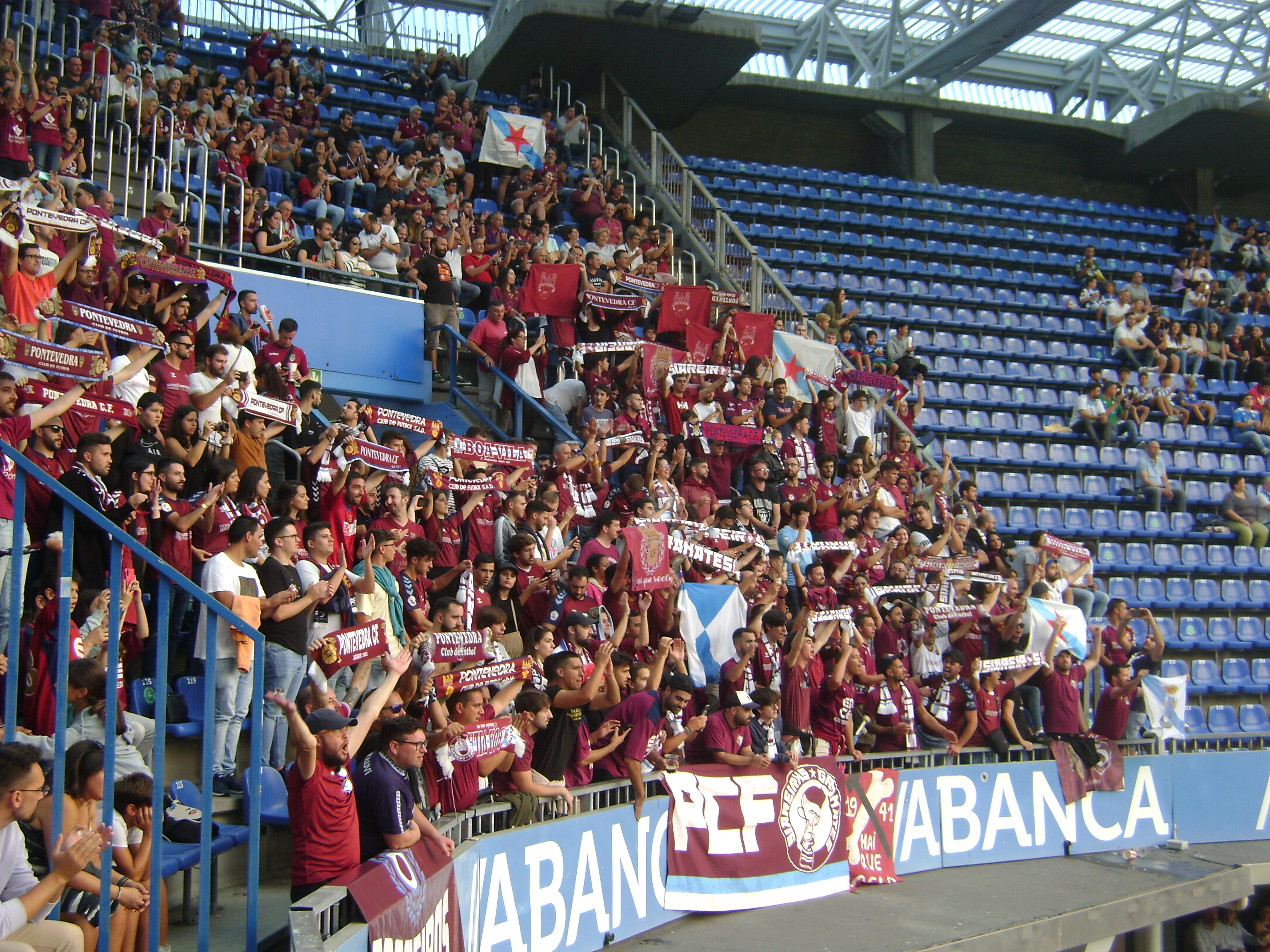
Aficionados del Pontevedra.

El equipo granate cuenta con multitud de pequeños grupos de animación, que se reparten por todo el estadio, pero es muy notable la presión que ejerce durante los partidos el Fondo Norte del estadio de Pasarón, también conocido como "o inferno do norte" o "muro granate". Está compuesto principalmente por el grupo "Seareirxs Granates" que se sitúa detrás de la portería de dicho fondo y es la unión de grupos de animació como "Mocidade Granate", los antiguos "Furya Granate", la peña "Fossa Grana" o la peña "O Gol do Allo".

## Mascota
La mascota actual es Roelio, una especie de hueso andante vestido con el uniforme titular del equipo. Esta mascota se debe a la época en que el equipo estaba en Primera División, y en el que se decía que el Pontevedra era un hueso para la mayoría de equipos grandes como al Real Madrid C. F., al que ganó 3-0 en Pasarón, por lo que se cantaba muy a menudo el Hai que roelo! (hay que roerlo en gallego) cuando venían equipos importantes al Estadio.

## Organigrama deportivo

### Entrenadores
| Entrenador          | Período   |
| ------------------- | --------- |
| Edelmiro Lorenzo    | 1941-1947 |
| Deva                | 1947-1948 |
| Trinchant           | 1948      |
| Pirelo              | 1948-1949 |
| Fuentes             | 1949-1951 |
| Yayo                | 1951      |
| Carolo              | 1951-1952 |
| Edelmiro Lorenzo    | 1952-1954 |
| Deva                | 1954-1955 |
| Carolo              | 1955-1956 |
| O'Donell Lorenzo    | 1956-1957 |
| Pirelo              | 1957-1958 |
| Deva                | 1958-1959 |
| Anastasio Bienzobas | 1959-1962 |
| Rafa Yunta          | 1962-1964 |
| Marcel Domingo      | 1964-1965 |
| Otxoa               | 1965-1966 |
| José Luis Molinuevo | 1966-1967 |
| Héctor Rial         | 1967-1969 |
| Luis Belló          | 1969      |
| Francisco Campos    | 1969      |
| Carolo              | 1969      |
| Louis Hon           | 1969-1970 |

| Entrenador          | Período   |
| ------------------- | --------- |
| Otxoa               | 1970      |
| Gustavo Biosca      | 1970-1971 |
| José Juncosa        | 1971      |
| Simón Herrería      | 1971-1972 |
| José Caeiro         | 1972-1973 |
| Martín-Esperanza    | 1973      |
| Lalo                | 1973-1974 |
| Viesca              | 1974-1975 |
| Carolo              | 1975      |
| Barral              | 1975      |
| Lalo                | 1975-1977 |
| Raúl Seoane         | 1977-1978 |
| José María Negrillo | 1978-1979 |
| Viesca              | 1979      |
| Luis Aloy           | 1979-1980 |
| Sanjuán             | 1980-1981 |
| Martialay           | 1981      |
| Delfín Álvarez      | 1981-1982 |
| José López          | 1982-1983 |
| Castro Santos       | 1983-1984 |
| Viñas               | 1984-1985 |
| Neme                | 1985-1986 |
| Castro Santos       | 1986-1988 |

| Entrenador       | Período   |
| ---------------- | --------- |
| Crispi           | 1988-1989 |
| Héctor Rial      | 1989-1990 |
| Manolo Tomé      | 1990-1991 |
| Milucho          | 1991-1993 |
| Antonio Gómez    | 1993-1996 |
| Julio Díaz       | 1996-1997 |
| Chus Baleato     | 1997      |
| Milo Abelleira   | 1997-1998 |
| Roberto Robles   | 1998      |
| Rafa Sáez        | 1998      |
| Muñiz            | 1998-1999 |
| Martín-Esperanza | 1999      |
| Rafa Sáez        | 1999      |
| Delfín Álvarez   | 1999-2000 |
| Rafa Sáez        | 2000      |
| Delfín Álvarez   | 2000-2001 |
| Milucho          | 2001      |
| Raúl González    | 2001-2002 |
| Milucho          | 2002      |
| José Aurelio Gay | 2002-2005 |
| Alberto Argibay  | 2005-2007 |
| Javi Gracia      | 2007-2008 |
| Rafa Sáez        | 2008-2009 |

| Entrenador         | Período   |
| ------------------ | --------- |
| José Aurelio Gay   | 2009      |
| Roberto Aguirre    | 2009      |
| Pablo Alfaro       | 2009-2010 |
| Ángel Viadero      | 2010      |
| Castro Santos      | 2010-2011 |
| Manolo Tomé        | 2011      |
| Milo Abelleira     | 2011-2013 |
| Nando              | 2013      |
| Manu Fernández     | 2013-2014 |
| Milo Abelleira     | 2014      |
| Luisito            | 2014-2017 |
| Luismi             | 2017-2019 |
| Jesús Ramos        | 2019      |
| Carlos Pouso       | 2019-2020 |
| Jesús Ramos        | 2020-2021 |
| Luisito            | 2021      |
| Ángel Rodríguez    | 2021-2022 |
| Antonio Fernández  | 2022-2023 |
| Toni Otero         | 2023      |
| Juan Antonio Señor | 2023      |
| Yago Iglesias      | 2023-2025 |
| Rubén Domínguez    | 2025-Act. |

## Presidentes del club
| Período   | Presidentes                     |
| --------- | ------------------------------- |
| 1941-1942 | Fernando Ponte Conde            |
| 1942-1943 | Manuel Fernández Torres         |
| 1943-1949 | Manuel García Lastra            |
| 1949-1951 | Fernando Ponte Conde            |
| 1951-1956 | Antonio Puig Gaite              |
| 1956-1957 | Clemente Carrascal Sánchez      |
| 1957-1960 | Ángel Agrasar Vidal             |
| 1960-1963 | Miguel Domínguez Rodríguez      |
| 1963-1970 | Miguel Otero Rodríguez          |
| 1970-1971 | Celso Mariño Ferreiro           |
| 1971-1974 | Ángel Agrasar Vidal             |
| 1974-1981 | Eulogio Vázquez Pereira         |
| 1981-1985 | Miguel Domínguez Vaz            |
| 1985-1989 | Luis Emilio Batallán            |
| 1989-1990 | Jesús Pérez Yáñez               |
| 1990-1991 | Javier Redondo Seijo            |
| 1991-1992 | Enrique Vidal Senra             |
| 1992-1993 | Pedro Antonio Rivas Fontenla    |
| 1993-1997 | Ramón Crespo Figueroa           |
| 1997-2001 | Gerardo Lorenzo Torres          |
| 2001-2010 | Saturnino Mirón Gutiérrez       |
| 2011-2013 | Mauricio Rodríguez Boullosa     |
| 2013-2014 | José Manuel Fernández Rodríguez |
| 2014-Act. | Guadalupe Murillo Solís         |

## Capitanes
| Nombre         | Período   |
| -------------- | --------- |
| Estévez        | 1963      |
| Cholo          | 1963-1970 |
| Calleja        | 1970-1971 |
| Plaza          | 1971-1972 |
| Carballeda     | 1972-1974 |
| Amavisca       | 1974-1975 |
| Amutio         | 1975-1977 |
| Plaza          | 1977-1980 |
| Castro Santos  | 1980-1981 |
| Gabi Leis      | 1981-1983 |
| Jose Emilio    | 1983-1986 |
| Tapia          | 1986-1987 |
| Churruca       | 1987-1988 |
| Fernando Núñez | 1988-1991 |
| Rafa Sáez      | 1991-1993 |

| Nombre            | Período   |
| ----------------- | --------- |
| Gustavo Blanco    | 1993-1998 |
| Pablo Vázquez     | 1998-2002 |
| Luismi            | 2002-2003 |
| Tonino            | 2003-2004 |
| Fede Bahón        | 2004-2006 |
| Alejandro Vázquez | 2006-2010 |
| Igor de Souza     | 2010-2011 |
| Sergio Castaño    | 2011      |
| Caco              | 2011-2014 |
| Adrián Gómez      | 2014-2017 |
| Edu Sousa         | 2017-2020 |
| Álex González     | 2020-Act. |

## Datos del club
- Temporadas en 1.ª: 6.
- Temporadas en 2.ª: 9.
- Temporadas en 2.ªB: 36.
- Temporadas en 3.ª: 29 (22 en 3er nivel).
- Participaciones en Copa del Rey: 50.
- Mejor puesto en Copa del Rey: 1/4 de final  (temporadas 1964-65, 1966-67).

Estadísticas en liga
| Competición        | Temp. | PJ   | PG  | PE  | PP  | GF   | GC   | Puntos | Títulos |
| ------------------ | ----- | ---- | --- | --- | --- | ---- | ---- | ------ | ------- |
| Primera División   | 6     | 180  | 53  | 44  | 83  | 165  | 221  | 150    | 0       |
| Segunda División   | 9     | 314  | 117 | 84  | 113 | 379  | 372  | 328    | 2       |
| Segunda División B | 36    | 1350 | 521 | 377 | 452 | 1655 | 1478 | 1737   | 2       |
| Tercera División   | 29    | 832  | 431 | 159 | 242 | 1566 | 1105 | 8      |         |

 Actualizado hasta la temporada 2019-20 incluida.
- Clasificación histórica de la Primera División de España: Posición 43.º.
- Clasificación histórica de la Segunda División de España: Posición 65.º.
- Clasificación histórica de la Segunda División B de España: Posición 4.º.
- Clasificación histórica de la Tercera División de España: Posición 227.º.[nota 1]

Récords de jugadores y entrenadores
| Máximos goleadores | Máximos goleadores | Máximos goleadores | Más partidos disputados | Más partidos disputados | Más partidos disputados | Más partidos dirigidos | Más partidos dirigidos | Más partidos dirigidos |
| ------------------ | ------------------ | ------------------ | ----------------------- | ----------------------- | ----------------------- | ---------------------- | ---------------------- | ---------------------- |
| 1.                 | Foro               | +94 goles          | 1.                      | Cholo                   | 327 partidos            | 1.                     | Edelmiro Lorenzo       | 170 partidos           |
| 2.                 | Español            | +91 goles          | 2.                      | Gabi Leis               | 325 partidos            | 2.                     | Luisito                | 148 partidos           |
| 3.                 | Charles            | 87 goles           | 3.                      | Edu Sousa               | 320 partidos            | 3.                     | Héctor Rial            | 141 partidos           |
| 4.                 | Pablo Couto        | 83 goles           | 4.                      | Pablo Couto             | 304 partidos            | 4.                     | Castro Santos          | 135 partidos           |
| 5.                 | Vavá               | 75 goles           | 5.                      | Calleja                 | 302 partidos            | 5.                     | Gay                    | 124 partidos           |

Récords de jugadores y entrenadores en Primera
| Máximos goleadores | Máximos goleadores | Máximos goleadores | Más partidos disputados | Más partidos disputados | Más partidos disputados | Más partidos dirigidos | Más partidos dirigidos | Más partidos dirigidos |
| ------------------ | ------------------ | ------------------ | ----------------------- | ----------------------- | ----------------------- | ---------------------- | ---------------------- | ---------------------- |
| 1.                 | Neme               | 35 goles           | 1.                      | Calleja                 | 160 partidos            | 1.                     | Héctor Rial            | 70 partidos            |
| 2.                 | Roldán             | 27 goles           | 2.                      | Batalla                 | 155 partidos            | 2.                     | Otxoa                  | 30 partidos            |
| 3.                 | Martín-Esperanza   | 17 goles           | 3.                      | Martín-Esperanza        | 135 partidos            | 3.                     | Rafa Yunta             | 30 partidos            |
| 4.                 | Jose Jorge         | 17 goles           | 4.                      | Cholo                   | 129 partidos            | 4.                     | Louis Hon              | 21 partidos            |
| 5.                 | Odriozola          | 15 goles           | 5.                      | Neme                    | 114 partidos            | 5.                     | José Luis Molinuevo    | 20 partidos            |

Última temporada en Primera: 1969-70.
- Mejor puesto en Primera División: 7.º (temporada 1965-66).
- Peor puesto en Primera División: 16.º (temporada 1969-70).

Récords de jugadores y entrenadores en Segunda
| Máximos goleadores | Máximos goleadores | Máximos goleadores | Más partidos disputados | Más partidos disputados | Más partidos disputados | Más partidos dirigidos | Más partidos dirigidos | Más partidos dirigidos |
| ------------------ | ------------------ | ------------------ | ----------------------- | ----------------------- | ----------------------- | ---------------------- | ---------------------- | ---------------------- |
| 1.                 | Neme               | 29 goles           | 1.                      | Cholo                   | 111 partidos            | 1.                     | Anastasio Bienzobas    | 60 partidos            |
| 2.                 | Vallejo            | 26 goles           | 2.                      | Calleja                 | 107 partidos            | 2.                     | Lalo                   | 38 partidos            |
| 3.                 | Carballeda         | 23 goles           | 3.                      | Plaza                   | 100 partidos            | 3.                     | José Caeiro            | 32 partidos            |
| 4.                 | Iglesias           | 22 goles           | 4.                      | Carballeda              | 92 partidos             | 4.                     | Marcel Domingo         | 30 partidos            |
| 5.                 | Ceresuela          | 19 goles           | 5.                      | Neme                    | 92 partidos             | 5.                     | Rafa Yunta             | 30 partidos            |

Última temporada en Segunda: 2004-05.
- Mejor puesto en Segunda División: 1.º (temporadas 1962-63 y 1964-65).
- Peor puesto en Segunda División: 22.º (temporada 2004-05).

Récords de jugadores y entrenadores en Segunda B
| Máximos goleadores | Máximos goleadores | Máximos goleadores | Más partidos disputados | Más partidos disputados | Más partidos disputados | Más partidos dirigidos | Más partidos dirigidos | Más partidos dirigidos |
| ------------------ | ------------------ | ------------------ | ----------------------- | ----------------------- | ----------------------- | ---------------------- | ---------------------- | ---------------------- |
| 1.                 | Couto              | 79 goles           | 1.                      | Couto                   | 287 partidos            | 1.                     | Luisito                | 109 partidos           |
| 2.                 | Yuri               | 55 goles           | 2.                      | Pablo Vázquez           | 276 partidos            | 2.                     | Milucho                | 98 partidos            |
| 3.                 | Charles            | 55 goles           | 3.                      | Mauro                   | 234 partidos            | 3.                     | Antonio Gómez          | 95 partidos            |
| 4.                 | Igor               | 46 goles           | 4.                      | Núñez                   | 202 partidos            | 4.                     | Castro Santos          | 90 partidos            |
| 5.                 | Miguel Soro        | 45 goles           | 5.                      | Gustavo Blanco          | 199 partidos            | 5.                     | José Aurelio Gay       | 86 partidos            |

Última temporada en Segunda B: 2020-21.
- Mejor puesto en Segunda División B: 1.º (temporadas 2003-04 y 2006-07).
- Peor puesto en Segunda División B: 18.º (temporada 1980-81).

### Cronograma
Incluyendo la trayectoria del Eiriña Football Club hasta 1941, continuando con la del Pontevedra C.F.

## Palmarés

### Torneos nacionales
- Segunda División de España (2): 1962-63, 1964-65.
- Segunda División B de España (2): 2003-04, 2006-07.
- Tercera División de España (6): 1959-60, 1975-76, 1981-82, 1982-83, 1983-84, 2014-15.
- Segunda División RFEF (2): 2021-22, 2024-25
- Copa Federación (2): 2006-07, 2017-18.
- Subcampeón de Segunda División B de España (2): 2005-06, 2007-08.
- Subcampeón de Tercera División de España (1): 1954-55.
- Subcampeón de la Copa de la Liga de Segunda División B (1): 1984-85.

### Torneos regionales
- Copa Galicia (1): 1965.
- Campeonato Gallego de Aficionados (2): 1942, 1943.
- Copa RFEF - Fase autonómica (1): 2000-01
- Copa Diputación de Pontevedra (1): 1984.

### Torneos amistosos
- Trofeo Luis Otero (22): 1966, 1968, 1972, 1974, 1975, 1977, 1979, 1980, 1981, 1984, 1987, 1989, 1991, 1992, 1994, 1999, 2000, 2001, 2006, 2015, 2019, 2019
- Trofeo San Roque (Villagarcía de Arosa) (7): ?, 1974, 1991, 1999, 2008, 2011, 2019
- Trofeo Ciudad de Pontevedra (6): 1999, 2000, 2007, 2008, 2011, 2013
- Trofeo García Blanco (4): 1983, 1984, 1985, 1986
- Trofeo Memorial Héctor Rial (4): 1995, 1996, 2001, 2002
- Trofeo Amberes (1): 1966.
- Trofeo Emma Cuervo (1): 1970.
- Trofeo Corpus de Lugo (1): 1975.
- Trofeo Ciudad de Ávila (1): 1988.
- Trofeo Ciudad de Viveiro (1): 1989.
- Trofeo San Roque de Betanzos (1): 2018.
- Trofeo Conde de Fontao (1): 1988

## Categorías inferiores

### Equipo filial
El filial del Pontevedra es el Pontevedra Club de Fútbol "B". Fue fundado en 1965 como Atlético Pontevedrés C. F., denominación que mantuvo hasta 1995. Ha disputado 7 temporadas en Tercera División a lo largo de su historia y en la temporada 2020-21 juega en Preferente Galicia.